# Konwencje typograficzne
Konwencje typograficzne – różne sposoby korzystania ze wspólnego łacińskiego zestawu znaków. W zależności od tego, w jakim języku składany jest tekst, różnią się od siebie reguły składu odstępów, zastosowanie interpunkcji, dobór znaków.

## Język angielski amerykański a brytyjski
Poza różnicą w pisowni oba te języki mają odmienne zasady stosowania interpunkcji oraz odstępów. W języku angielskim amerykańskim stosuje się podwójny cudzysłów do oznaczenia cytatu głównego, pojedynczy do cytatu w cytacie. W zapisie brytyjskim pojedynczy cudzysłów oznacza cytat główny, natomiast podwójny – cytat w cytacie. W języku angielskim amerykańskim cytat wewnętrzny obejmuje znaki interpunkcyjne, podczas gdy w brytyjskim składzie cytat wewnętrzny nie obejmuje znaków interpunkcyjnych, następują one po nim.

### Zapis temperatury
W języku angielskim amerykańskim temperaturę należy składać jako całe wyrażenie bez spacji. W zapisie brytyjskim należy łączyć znak stopnia i skali oraz oddzielić tę parę od liczby stopni chudą spacją lub niepodzielną spacją międzywyrazową.

## Konwencje typograficzne w języku francuskim

### Interpunkcja
Na końcu skrótów nie jest stawiana kropka. W miejscach, w których w języku angielskim stawia się pauzę, w języku francuskim stawiana jest półpauza rozdzielana spacjami międzywyrazowymi. W wyrażaniu przedziałów liczb i dat używa się dywizu. Trójkropek umieszcza się bezpośrednio po słowie, które go poprzedza, po nim wstawia się spację międzywyrazową.

### Cytaty
We francuskich tekstach stosuje się podwójny cudzysłów ostrokątny skierowany na zewnątrz. Oddziela się go od tekstu z obu stron chudą spacją lub niepodzielną spacją międzywyrazową. Kropkę lub przecinek składa się wewnątrz cudzysłowu tylko wtedy, gdy należą one do cytowanego tekstu, w przeciwnym razie ich miejsce znajduje się poza cudzysłowem. Cytaty w ramach cytatów rozróżnia się tymi samymi symbolami – podwójnymi cudzysłowami ostrokątnym. W dialogach pomija się cudzysłowy, a kwestie poszczególnych postaci wprowadza się za pomocą półpauzy.

### Wielkie litery
Nazwy miesięcy nie pisze się wielką literą, poza datami historycznymi. W adresach używa się wielkich liter jedynie w wypadku nazw własnych. Tytuły książek i magazynów składa się minuskułami z wyłączeniem pierwszych liter pisanych majuskułami.

## Konwencje typograficzne w innych językach europejskich

### Język hiszpański
Hiszpańskie zwyczaje typograficzne są podobne do francuskich. W cytatach stosowane są cudzysłowy ostrokątne. Tekst znajdujący się pomiędzy nimi oddziela się chudą spacją lub niepodzielną spacją międzywyrazową. Półpauzy, które wprowadzają kwestie wypowiadane przez postacie w dialogu, składa się bez spacji. Zdania pytające i wykrzyknikowe rozpoczyna się odwróconymi znakami zapytania oraz wykrzyknienia.

### Język włoski
Cytaty składane są podobnie jak w języku francuskim i hiszpańskim. W dialogach stosuje się pauzy, po których występuje spacja międzywyrazowa. Do oznaczenia przerwy w myśli lub mowie stosuje się czterokropek. Po tym znaku stawiamy spację międzywyrazową.

### Język niemiecki
Skład niemiecki przypomina angielski. Jest jednak kilka wyjątków: wszystkie rzeczowniki oraz wyrazy występujące w roli rzeczowników zaczyna się od wielkiej litery. W składzie niemieckim występują trzy rodzaje cudzysłowów – podwójny cudzysłów ostrokątny, podwójne znaki prim oraz cudzysłowy apostrofowe. W każdym wypadku znaki te składane są bez spacji. Przed i po pauzach występuje spacja międzywyrazowa.